# Малларме, Стефан
Стефа́н Малларме́ (фр. Stéphane Mallarmé) (18 марта 1842, Париж — 9 сентября 1898, Вальвен, близ Фонтенбло) — французский поэт, примыкавший сначала к парнасцам (печатался в сб. «Современный Парнас»), а позднее ставший одним из вождей символистов. Отнесён Полем Верленом к числу «про́клятых поэтов».

## Творчество
Вместо описательной позитивной поэзии парнасцев, учитывавшей главным образом восприятие на основе чувственных ощущений, Малларме выдвигал внутреннее духовное постижение мира в плоскости идеалистической философии Фихте, Шеллинга и др. По Малларме, поэзия не «показывает» (парнасский лозунг «faire voir»), а внушает. Видимый покров явлений — лишь внешняя, преходящая их сторона. Своё интуитивное познание поэт выражает символически. Символ Малларме понимает как систему аналогий (см. «Демон аналогии» — «Démon de l’analogie», «Поэмы в прозе» — «Poèmes en prose»).
В книге Юрэ «Анкета о литературной эволюции» (1891 год) Малларме так определяет характерные особенности символической поэзии:

Парнасцы трактуют свои системы наподобие старых философов и риторов, изображая вещи прямо. Я думаю, что нужно, напротив, чтобы был лишь намек. Созерцание вещей — песня, так как образ проистекает из грез, ими возбужденных. Парнасцы же берут вещь целиком и показывают её, отчего им недостает тайны; они лишают дух восхитительной радости — сознавать, что он творит. Назвать предмет — значит уничтожить три четверти наслаждения поэмой, состоящего в счастье понемногу угадывать, внушать — вот в чём мечта. В совершенном применении этой тайны и состоит символ: вызывать мало-помалу предмет, чтобы показать состояние души, или, наоборот, выбирать предмет и извлекать из него путём последовательных разгадок душевное состояние.
Зачастую символ у Малларме — рационализированная эмоция. Отсюда доходящая до жеманства искусственность поэта. Отсюда же и естественное преобладание метафоры в его стиле. Субъективная лирика Малларме — тематически неопределённая, зыбкая, с основными мотивами одиночества и скорби [в первом периоде творчества значителен бодлеровский мотив отчаяния («Les fenêtres» — «Окна», «L’azur» — «Лазурь», «Le guignon» — «Неудача»)] — дана поэтом не как непосредственное выражение чувств, а в ряде иносказаний, подлежащих раскрытию. Характерно в этом отношении стихотворение «Лебедь» (Le cygne):
«О, лебедь прошлых дней, ты помнишь: это ты,

Но тщетно, царственный, ты борешься с пустыней:

Уже блестит зима безжизненных уныний,

А стран, где жить тебе, не создали мечты».
Зачастую запутанность сопоставлений Малларме делает его произведения непонятными («Судьба» — «Un coup de Dés»). Вот почему в книге Тибодэ имеются главы, посвящённые анализу-расшифровке некоторых произведений Малларме. Написал Стефан немного: стихи и ритмические поэмы в прозе, статьи (сб. «Poésies», сб. «Divagations»).
Влияние Малларме на французскую поэзию было весьма значительно: к его школе принадлежат Лафорг, Вьеле-Гриффен, Стюарт Мерриль, Анри де Ренье, Гюстав Кан, и др. Последователи Малларме в значительной мере были привлечены формальным его новаторством. Хотя Малларме писал классическим александрийским стихом и по преимуществу пользовался сонетной формой, тем не менее он деформировал обычный синтаксис. В статьях Малларме («Уклоны» — «Divagations»), очень трудно написанных, разбросано много идей о поэтической инструментовке и словотворчестве. В этом отношении с Малларме связаны некоторые технические искания итальянских футуристов («беспроволочное воображение и слова на свободе») и кубистов, как Гийом Аполлинер. Предвосхитил Малларме футуристов и типографским монтажом некоторых своих стихотворений. Впервые — в эстетике восприятия поэтического произведения — Малларме придавал большое значение зрительному впечатлению. Изощрённая, умышленно затемнённая, внешне как бы основанная на большой книжной эрудиции поэзия Малларме рассчитана на избранных, «посвящённых». Апофеозом новаторства Малларме стали его крупные «герметические» тексты — «Иродиада», «Игитур», «Бросок игральных костей» и незавершённый утопический замысел «Книги». Символизм Малларме противостоял натуралистическому стилю.

### Переводы

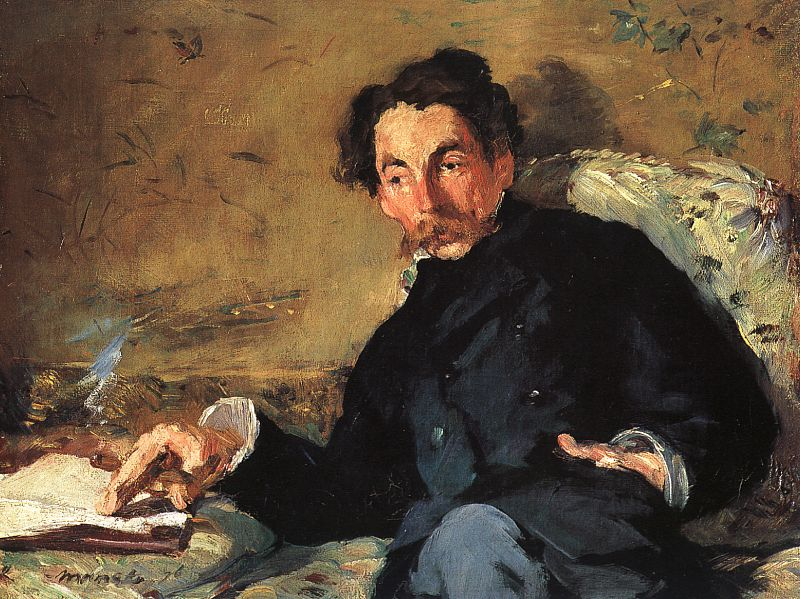
Портрет работы Эдуарда Мане

Малларме переводили на русский язык:
- Иннокентий Анненский;
- Валерий Брюсов;
- Максимилиан Волошин;
- Эллис;
- Илья Эренбург;
- Марк Талов;
- Сергей Петров
- Наталья Стрижевская
- Вадим Козовой;
- Ольга Седакова;
- Роман Дубровкин

## Сочинения
- Малларме Стефан. Сочинения в стихах и прозе. — М., «Радуга», 1995. В книге содержится обширная подборка и библиография русских переводов Малларме